# Shower
«Shower» es un sencillo de la artista estadounidense-mexicana Becky G. La canción fue lanzada el 23 de abril de 2014 en los sellos Kemosabe Records y RCA. La canción fue escrita por Becky G, Dr. Luke, Cirkut y Rock City, y producida por Dr Luke y Cirkut. Supuso el primer top 20 de Becky G en el Billboard Hot 100 de los EE.UU; Su remezcla oficial contó con la colaboración del rapero Tyga, además de una versión en español que jamás fue lanzada oficialmente.

## Estreno
El 23 de abril de 2014, «Shower» fue estrenado por medio de distribución digital. El audio de la canción también se subió en YouTube y VEVO, el mismo día de su lanzamiento.

## Composición
«Shower» es una canción teen pop con tendencias hip hop y rap. La canción trata sobre los sentimientos que tiene hacia una persona, que hace pensar en esa persona en cada momento y la hace sentir muy bien. Según Becky G, dice que "esta canción es perfecta para un primer amor" y que "todo el mundo puede identificarse con la canción, incluso no estando enamorado"

## Video musical
Al principio del video se ve a Gomez en una habitación con un look muy urbano junto a su móvil, empieza a cantar junto a imágenes de sus amigas (entre esas amigas estaba una desconocida en ese entonces Doja Cat) pasándoselo bien. Becky empieza a caminar y rompe como una especie de cartón amarillo, y detrás de ese cartón hay un grupo de amigos junto fuegos artificiales, petardos y demás y Becky empieza a cantar. Luego, Becky G se dirige a una piscina y así sucesivamente con imágenes anteriores. El video musical en YouTube cuenta con más de 460 millones de vistas.

## Recepción
A pesar de su poca publicidad, «Shower» se convirtió en la canción en inglés más exitosa de Gomez, siendo su canción con mejores posiciones mundiales y logrando un doble platino por la Recording Industry Association of America por vender 2 millones de copias en Estados Unidos, doble platino en Australia y plata en Reino Unido. Esta también se posicionó en el puesto 16 del Billboard Hot 100, logrando la mejor posición para Gomez hasta «Mamiii» con Karol G en 2022, 8 años después.

## Posicionamiento en listas

### Semanal
| Lista (2014)                                | Mejor posición |
| ------------------------------------------- | -------------- |
| Australia (ARIA)                            | 11             |
| Australia Hitseekers (ARIA)                 | 1              |
| Austria (Ö3 Austria Top 40)                 | 59             |
| Bélgica (Flandes) (Ultratip Bubbling Under) | 14             |
| Bélgica (Valonia) (Ultratip Bubbling Under) | 33             |
| Canadá (Canadian Hot 100)                   | 38             |
| Canadá CHR/Top 40 (Billboard)               | 35             |
| Canadá Hot AC (Billboard)                   | 49             |
| República Checa (Rádio Top 100)             | 3              |
| República Checa (Rádio Top 100)             | 7              |
| Finlandia (Suomen virallinen radiolista)    | 28             |
| Francia (SNEP)                              | 155            |
| Alemania (Media Control AG)                 | 42             |
| India (Saavn Weekly Top Songs)              | 12             |
| Irlanda (IRMA)                              | 45             |
| Israel (Media Forest TV Airplay)            | 8              |
| Países Bajos (Dutch Top 40)                 | 5              |
| Países Bajos (Mega Single Top 100)          | 9              |
| Holanda (Mega Top 50)                       | 4              |
| Nueva Zelanda (Recorded Music NZ)           | 27             |
| Noruega (VG-lista)                          | 6              |
| Portugal                                    | 40             |
| Eslovaquia (Rádio Top 100)                  | 39             |
| Eslovaquia (Singles Digitál Top 100)        | 11             |
| España (Top 100 Canciones)                  | 37             |
| Suecia (Sverigetopplistan)                  | 11             |
| Reino Unido (UK Singles Chart)              | 80             |
| Ucrania (FDR Pop Singles)                   | 1              |
| US Top Heatseekers (Billboard)              | 1              |

### Anual
| Listas (2014)                | Max. Posición |
| ---------------------------- | ------------- |
| Australia (ARIA)             | 63            |
| Suecia (Sverigetopplistan)   | 51            |
| US Billboard Hot 100         | 69            |
| US Hot Rap Songs (Billboard) | 8             |

## Premios y nominaciones
| Año  | Categoría        | Trabajo  | Resultado |
| ---- | ---------------- | -------- | --------- |
| 2015 | Canción favorita | "Shower" | Ganador   |

| Año  | Categoría          | Trabajo  | Resultado |
| ---- | ------------------ | -------- | --------- |
| 2015 | Catchiest New Song | "Shower" | Ganador   |